# Niels van der Zwan
Cornelis Peter van der Zwan, plus connu sous le nom de Niels van der Zwan, né le 25 juin 1967 à Schéveningue, est un rameur néerlandais. 

## Biographie
Lors des Jeux olympiques d'été de 1992 à Barcelone, van der Zwan concourt à l'épreuve de quatre de couple et se classe cinquième. Il est sacré champion olympique en huit lors des Jeux olympiques d'été de 1996 à Atlanta avec Diederik Simon, Michiel Bartman, Koos Maasdijk, Ronald Florijn, Niels van Steenis, Nico Rienks, Jeroen Duyster et Henk-Jan Zwolle. Il participe aussi à l'épreuve de huit aux Jeux olympiques de 2000 à Sydney, les Néerlandais terminant à la huitième place.

## Palmarès
- Jeux olympiques d'été de 1996 à Atlanta
  -  Médaille d'or en huit